# Остров Гоноропуло
О́стров Гоноропуло — бывший небольшой остров в Санкт-Петербурге. Название произошло от фамилии трёх помещиков Гунаропуло — единственных жителей на том острове.

## История
По версии известного публициста и краеведа А. Ю. Чернова в 1826 году на острове Гоноропуло были похоронены казнённые декабристы.
Долгое время остров оставался незастроенным. В начале XX века была засыпана одна из проток Малой Невы, и остров Гоноропуло был присоединён к острову Голодай (ныне остров Декабристов). В 1920-х годах юго-западная часть бывшего острова Гоноропуло включена в территорию кожевенного завода «Марксист», а в 1953 году оставшаяся её часть застроена авторемонтными мастерскими, позднее объдинённые в 1960 году в «Экспериментальный автомобильный ремонтный завод».
Сегодня по территории бывшего острова проходит Уральская улица.

## Комментарии
1. ↑  Имеется в виду: от фамилии капитана Егора Афанасьевича (1787-не позднее 1831), действительного статского советника Афанасьевича Афанасьевича (?-1858) и статского советника Феопемпта Афанасьевича (1793—1856), детей купца греческого происхождения Афанасия Юрьевича Гунаропуло и Прасковьи Феопемптьевны (1769—1795), являвшейся дочерью олонецкого купца (точнее будет сказать: имевшей по отцу корни в селе Космозеро в Петрозаводском уезде Олонецкой губернии) Феопемпта Васильевича Попова (1726—1774).